# Jordan 195
Der Jordan 195 war ein Formel-1-Rennwagen, mit dem das Jordan-Team an der Formel-1-Weltmeisterschaft 1995 teilnahm.

## Übersicht

### Design
Der 195 verfügte über eine charakteristische niedrige Nase und stark geformte Seitenkästen.

### Motor
Nachdem McLaren im Vorjahr einen langfristigen Vertrag über die Lieferung von Motoren von Mercedes-Ilmor abgeschlossen hatte, stieg Jordan von Hart auf Peugeot-Motoren um. Der Peugeot-Motor war im Vergleich zu anderen Wettbewerbern leistungsschwach und unzuverlässig.

## Renngeschichte
Mit dem 195 erzielte Jordan sein beim Großen Preis von Kanada 1995 sein bis dato bestes in der Formel 1, als Rubens Barrichello und Eddie Irvine hinter Jean Alesis Ferrari Zweiter bzw. Dritter wurden. Das Auto war nicht konstant konkurrenzfähig und litt unter zahlreichen Zuverlässigkeitsproblemen. Das Team belegte in der Konstrukteurswertung den sechsten Platz.